# Bloedfazant
De bloedfazant (wetenschappelijke naam: Ithaginis cruentus) is een fazantensoort die van nature in het oosten van Azië voorkomt.
De bloedfazant is de officiële vogel van de Indiase deelstaat Sikkim.

## Kenmerken

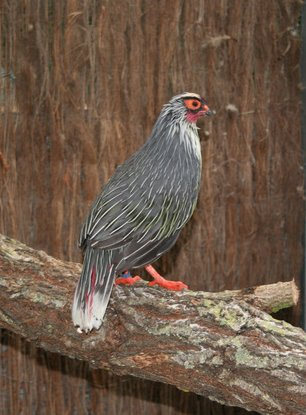
Bloedfazant, mannetje.

Het mannetje van de bloedfazant heeft een lengte van 44 tot 48 cm. Vrouwtjes zijn met 40 tot 42 cm iets kleiner. De dieren wegen tussen de 410 en 620 g.
De veren zijn bij het mannetje asgrijs tot zwart met brede witte strepen over elke veer, al naargelang de ondersoort soms met een opvallende rode of groene tinten aan de toppen. Onder de kin zijn de veren diep crimsonrood. Het vrouwtje is minder opvallend gekleurd met een bruin verendek. Beide geslachten hebben op de kop een kuif, die bij de vrouwtjes echter iets korter is. De staart is vergeleken met andere fazanten erg kort. Deze loopt trapsgewijs uit en bestaat uit 14 staartveren.
De snavel is kort en sterk naar onderen gebogen. Hij is zwart van kleur, met een rode basis. De huid rond de ogen is onbedekt en heeft een rode kleur, waar het dier zijn naam aan te danken heeft. In het paarseizoen kleurt het bij mannetjes sterker rood, zodat ze meer opvallen. Bij een aantal ondersoorten is de huid oranje in plaats van rood. De poten zijn relatief lang en krachtig gebouwd. Ook deze zijn opvallend rood van kleur.

## Voortplanting
Het legsel bestaat uit 8 tot 10 rood- of geelachtige eieren, die gedurende 29 dagen worden bebroed.

## Verspreiding
De bloedfazant is verspreid over het oosten van de Himalaya (Nepal, Sikkim, Bhutan, Arunachal Pradesh en het oosten van Tibet) en het aansluitende berggebied in het noorden van Myanmar en het zuidwesten en midden van China, in het noorden tot in de Qinling Shan (provincies Yunnan, Gansu, Sichuan en Shaanxi).
De bloedfazant leeft in bossen en bospartijen op de hellingen van het hooggebergte op 5000 meter hoogte. Ze leven in de hogere delen van de gematigde vegetatiezone (gematigd bos en grasland), meestal in jeneverbes-, Rododendron-, dennen-, of bamboebos of -struikgewas. In de zomer komt de vogel ook op de alpiene weiden boven de boomgrens. In de winter dalen de dieren af naar lagere delen van de hellingen tot 3000 meter.
De soort telt 12 ondersoorten:
- I. c. cruentus: noordelijk Nepal, noordwestelijk Bhutan en zuidelijk Tibet.
- I. c. affinis: Sikkim (noordoostelijk India).
- I. c. tibetanus: oostelijk Bhutan en zuidoostelijk Tibet.
- I. c. kuseri: noordelijk en oostelijk Assam (noordoostelijk India) en zuidoostelijk Tibet.
- I. c. marionae: westelijk Yunnan en noordoostelijk Myanmar.
- I. c. rocki: westelijk Yunnan.
- I. c. clarkei: Lichiang Moutains in noordwestelijk Yunnan.
- I. c. geoffroyi: oostelijk Tibet, zuidwestelijk Sichuan en zuidoostelijk Tibet.
- I. c. berezowskii: van westelijk en noordelijk Sichuan tot zuidelijk Gansu.
- I. c. beicki: noordoostelijk Qinghai.
- I. c. michaelis: noordelijk Qinghai en Gansu.
- I. c. sinensis: Shensi.